# Elwan
Elwan è il settimo album in studio della band Tinariwen, pubblicato nel 2017. Il titolo significa "elefanti" in tamashek e il termine è usato come metafora per milizie e corporazioni che hanno calpestato i fragili ecosistemi naturali e umani del deserto. L'album è stato parzialmente registrato nel Joshua Tree National Park (così come il suo predecessore Emmaar) con registrazioni aggiuntive a Parigi, Francia e M'hamed El Ghizlane, Marocco. L'album include le apparizioni di Matt Sweeney, Kurt Vile, Mark Lanegan e Alain Johannes. Un recensore ha definito l'album "di una bellezza devastante" e un altro ha descritto l'album come "riflessioni sui valori di ascendenza, unità e amicizia, guidati dai groove di chitarra ciclici contagiosamente ipnotici che si avvolgono come piante rampicanti attorno alle loro immagini poetiche". AllMusic ha nominato Elwan come uno dei migliori album del 2017.

## Tracce
1. Tiwàyyen – 3:45 (Ibrahim Ag Alhabib / Eyadou Ag Leche)
2. Sastanàqqàm – 3:24 (Abdallah Ag Alhousseyni)
3. Nizzagh Ijbal – 3:39 (Abdallah Ag Alhousseyni)
4. Hayati – 3:23 (Ibrahim Ag Alhabib / Moulay El Wafi)
5. Ittus – 3:45 (Hassan Ag Touhami)
6. Ténéré Tàqqàl – 4:25 (Ibrahim Ag Alhabib)
7. Imidiwàn n-àkall-in – 3:33 (Ibrahim Ag Alhabib)
8. Talyat – 4:14 (Ibrahim Ag Alhabib)
9. Assàwt – 3:39 (Abdallah Ag Alhousseyni)
10. Arhegh ad annàgh – 2:47 (Ibrahim Ag Alhabib)
11. Nànnuflày – 5:03 (Eyadou Ag Leche / Mark Lanegan)
12. Fog Edaghàn (Intro Flute) – 1:26 (Tinariwen)
13. Fog Edaghàn – 3:07 (Tinariwen)